# Arimura Kasumi
Arimura Kasumi (有村 架純 (Hữu Thôn Giá Thuần)) (sinh ngày 13 tháng 2 năm 1993) là một nữ diễn viên người Nhật Bản. Cô được biết đến qua những vai nữ chính trong phim điện ảnh Flying Colors (2015), phim truyền hình Love That Makes You Cry (2016) và Nhật ký trung học (2018).

## Sự nghiệp
- Kasumi xuất hiện lần đầu tiên trong bộ phim truyền hình TV Asahi năm 2010 “Hagane no Onna”.
- Năm 2015, Kasumi đóng vai chính trong bộ phim "Strobe Edge'' và bộ phim "Flying Colors", đồng thời giành được Giải Viện Hàn Lâm Nhật Bản cho "Nữ diễn viên chính xuất sắc" và "Giải Nữ diễn viên mới xuất sắc".
- Năm 2021, Kasumi đoạt Giải Viện Hàn Lâm Nhật Bản cho Nữ diễn viên chính xuất sắc nhất cho bộ phim "Tình Ta Đẹp Tựa Đóa Hoa''.
- Năm 2022, xuất hiện trong bộ phim truyền hình TBS “Ishiko to Hanao” và phim điện ảnh "Trăng Khi Tròn Khi Khuyết”.
- Năm 2023, xuất hiện trong phim truyền hình taiga NHK “Dosuru Ieyasu” và phim “Chihiro-san”.
- Các phim đã/ đang/ sắp chiếu trên kênh Netflix Việt Nam
  - "Hồi Ức Về Marnie" (2014)
  - "Nhật Ký Trung Học" (2018)
  - "Dấu Ấn Rồng Thiêng: Câu Chuyện Của Bạn" (2019)
  - "Người Yêu Chị Gái Tôi" (2020)
  - "Lãng Khách Kenshin: Hồi Kết" (2021)
  - "Lãng Khách Kenshin: Khởi Đầu" (2021)
  - "Tình Ta Đẹp Tựa Đóa Hoa" (2021)
  - "Vở Hài Kịch Cuộc Đời" (2021)
  - "Ishiko và Haneo: Bạn Kiện Tôi Đấy À?" (2022)
  - "Tôi Là Chihiro" (2023)
  - "Beyond Goodbye" (Coming Soon)
- Các phim đã được chiếu tại hệ thống rạp Việt Nam:
  - "Thầy Mãi Là Thanh Xuân" (2017)
  - "Định Mệnh Trong Mắt Anh" (2019)

### Phim điện ảnh
| Năm  | Phim                                                                       | Vai diễn                         | Nhà sản xuất                | Tham khảo     |
| ---- | -------------------------------------------------------------------------- | -------------------------------- | --------------------------- | ------------- |
| 2011 | Hankyū Densha 阪急電車 片道15分の奇跡                                      | Etsuko Kadota (門田 悦子)        | Toho                        | [ 2 ]         |
| 2011 | Gal Basara: Sengoku Jidai wa Kengai Desu ギャルバサラ -戦国時代は圏外です- | Asami Ōta (太田 あさみ)          | Kadokawa Pictures           | [ 3 ]         |
| 2012 | SPEC: Ten 劇場版 SPEC〜天〜                                                | Miyabi Masaki (正汽 雅)          | Toho                        | [ 4 ]         |
| 2013 | SPEC: Close 劇場版 SPEC〜結〜                                              | Miyabi Masaki (正汽 雅)          | Toho                        | [ 5 ] [ 6 ]   |
| 2013 | The Little Maestro リトル・マエストラ                                      | Misaki Yoshikawa (吉川 美咲)     | Argo Pictures               | [ 7 ]         |
| 2013 | Kodomo Keisatsu コドモ警察                                                 | Nữ sinh cao trung                | Toho                        | [ 8 ]         |
| 2013 | Judge ジャッジ                                                             | Lion (ライオン)                  | Toho                        | [ 9 ] [ 10 ]  |
| 2014 | Joshi Zu 女子ーズ                                                          | Kanoko Midoriyama (緑山 かのこ)  | King Records                | [ 11 ] [ 12 ] |
| 2014 | When Marnie Was There 思い出のマーニー                                     | Marnie (マーニー)                | Toho                        | [ 13 ] [ 14 ] |
| 2014 | Heion na Hibi, Kiseki no Hi 平穏な日々、奇蹟の陽                           | Saki (紗季)                      | Adways Pictures             | [ 15 ]        |
| 2014 | Nutcracker Fantasy くるみ割り人形                                          | Clara                            | Q-Tec,Inc.                  | [ 16 ]        |
| 2015 | Strobe Edge ストロボ・エッジ                                               | Ninako Kinoshita (木下 仁菜子)   | Toho                        | [ 17 ]        |
| 2015 | Flying Colors ビリギャル                                                   | Sayaka Kudo (工藤 さやか)        | Toho                        | [ 18 ]        |
| 2016 | I Am a Hero アイアムアヒーロー                                             | Hiromi Hayakari (早狩 比呂美)    | Toho                        | [ 19 ]        |
| 2016 | Erased 僕だけがいない街                                                    | Airi Katagiri (片桐 愛梨)        | Warner Entertainment Japan  | [ 20 ]        |
| 2016 | Natsumi no Hotaru 夏美のホタル                                             | Natsumi (夏美)                   | Dub, Project Dawn           |               |
| 2016 | N@nimono 何者                                                              | Mizuki (瑞月)                    | Toho                        |               |
| 2017 | March Comes in Like a Lion 3月のライオン                                   | Kyōko Kōda (幸田香子)            | Toho, Asmik Ace             |               |
| 2017 | March Comes in Like a Lamb                                                 | Kyōko Kōda (幸田香子)            | Toho, Asmik Ace             |               |
| 2017 | Narratage ナラタージュ                                                     | Izumi Kudō (工藤泉)              | Toho, Asmik Ace             |               |
| 2017 | Sekigahara 関ヶ原                                                          | Hatsume (初芽)                   | Toho, Asmik Ace             |               |
| 2018 | Kazokuiro かぞくいろ                                                       | Okuzono Akira (奥薗晶)           | Shochiku                    |               |
| 2018 | Khi tách cà phê còn chưa nguội コーヒーが冷めないうちに                    | Tokita Kazu                      |                             |               |
| 2019 | Định mệnh trong mắt anh                                                    | Aoi Kiryu ()                     | Toho                        |               |
| 2019 | Dấu ấn rồng thiêng: Câu chuyện của bạn                                     | Bianca (Lồng tiếng)              | Toho                        |               |
| 2019 | Show Me the Way to the Station                                             | Sayaka trưởng thành (Lồng tiếng) | Q-Tec, Inc.                 |               |
| 2019 | And Life Goes On                                                           | Tōko Ikuta                       | Wowow                       |               |
| 2021 | Tình Ta Đẹp Tựa Đóa Hoa                                                    | Kinu Hachiya                     | Tokyo Theatres, Little More |               |
| 2021 | Lãng Khách Kenshin: Hồi Kết                                                | Yukishiro Tomoe                  | Warner Bros. Japan          |               |
| 2021 | Lãng Khách Kenshin: Khởi Đầu                                               | Yukishiro Tomoe                  | Warner Bros. Japan          |               |
| 2021 | The Supporting Actors: The Movie                                           | Khách mời                        | Toho                        |               |
| 2021 | Gift of Fire                                                               | Setsu Asakura                    | Eleven Arts, NHK            |               |
| 2021 | How We Work, How We Live                                                   | Khách mời                        | Star Sands                  |               |
| 2022 | Zenkamono                                                                  | Kayo Agawa                       | Nikkatsu, Wowow             |               |
| 2022 | Trăng Khi Tròn Khi Khuyết                                                  | Ruri Masaki                      | Shochiku                    |               |
| 2023 | Tôi là Chihiro                                                             | Chihiro                          | Netflix, Asmik Ace          |               |
| 2024 | Dear Family                                                                | Yūko Yamamoto                    | Toho                        |               |

### Phim truyền hình
| Năm  | Phim truyền hình                                                                            | Vai diễn                       | Nhà sản xuất | Tham khảo     |
| ---- | ------------------------------------------------------------------------------------------- | ------------------------------ | ------------ | ------------- |
| 2010 | Hagane no Onna ハガネの女                                                                   | Mana Nishibori (西堀 マナ)     | TV Asahi     | [ 21 ]        |
| 2010 | Keizoku 2 SPEC〜警視庁公安部公安第五課〜                                                    | Miyabi Masaki (正汽 雅)        | TBS          | [ 22 ]        |
| 2011 | Akutō: Jūhanzai Sōsahan 悪党〜重犯罪捜査班 Tập 5                                            | Manami Momose (百瀬 真奈美)    | TV Asahi     | [ 23 ]        |
| 2011 | Hagane no Onna 2 ハガネの女 mùa 2                                                           | Mana Nishibori (西堀 マナ)     | TV Asahi     | [ 24 ]        |
| 2011 | Jūichinin mo iru! 11人もいる!                                                               | Niko Sanada (真田 二子)        | TV Asahi     | [ 25 ]        |
| 2012 | Clover クローバー                                                                           | Yui Akiyama (秋山 ユイ)        | TV Tokyo     | [ 26 ] [ 27 ] |
| 2012 | SPEC〜翔〜                                                                                  | Miyabi Masaki (正汽 雅)        | TBS          | [ 28 ]        |
| 2012 | Mikeneko Homes no Suiri 三毛猫ホームズの推理 Tập 8,9                                        | Asuka Murase (村瀬 明日香)     | NTV          | [ 29 ]        |
| 2012 | Boku no Natsuyasumi ぼくの夏休み                                                            | Haruna Aoyama (青山 はる菜)    | Tokai TV     | [ 30 ]        |
| 2012 | Tsurukame Josanin つるかめ助産院                                                            | Sayori Uehara (上原 サヨリ)    | NHK          | [ 31 ]        |
| 2012 | Yūsha Yoshihiko to Akuryō no Kagi 勇者ヨシヒコと悪霊の鍵 Tập 7                              | Nise Murasaki (偽 ムラサキ)    | TV Tokyo     | [ 32 ]        |
| 2013 | Otasukeya Jinpachi お助け屋☆陣八                                                            | Moe Kamiya (神谷 萌)           | YTV          | [ 33 ]        |
| 2013 | Nữ thợ lặn あまちゃん                                                                       | Haruko Amano (天野 春子)       | NHK          | [ 34 ]        |
| 2013 | Yonimo Kimyōna Monogatari '13 Haru no Tokubetsuhen 世にも奇妙な物語'13春の特別編            | Sumiko Tsujiura (辻浦 澄子)    | Fuji TV      | [ 35 ]        |
| 2013 | Star Man: Kono Hoshi no Koi スターマン・この星の恋                                          | Shoko Usui (臼井 祥子)         | KTV          | [ 36 ]        |
| 2013 | Nazotoki wa Dinner no Ato de Special 謎解きはディナーのあとでスペシャル                     |                                | Fuji TV      | [ 37 ]        |
| 2013 | Chicken Race チキンレース                                                                   | Kumi Sakurai (櫻井 久美)       | WOWOW        | [ 38 ]        |
| 2013 | Kōnotori no Yurikago こうのとりのゆりかご                                                   | Ayumi Niiyama (新山 歩美)      | TBS          | [ 39 ]        |
| 2014 | Shitsuren Chocolatier 失恋ショコラティエ                                                    | Matsuri Koyurugi (小動 まつり) | Fuji TV      | [ 40 ]        |
| 2014 | Mozu Season 1 Mozu 〜百舌の叫ぶ夜〜                                                         | Ami Nakajima (中島 葵美)       | TBS          | [ 41 ]        |
| 2014 | Yowakutemo Katemasu 弱くても勝てます                                                        | Yuzuko Tarumi (樽見 柚子)      | NTV          | [ 42 ]        |
| 2014 | Tonari no Reji no Umekisan 隣のレジの梅木さん                                               | Mika Sawamura (沢村 美香)      | Fuji TV      | [ 43 ]        |
| 2015 | Yōkoso, Wagaya e ようこそ、わが家へ                                                         | Nana Kurata (倉田 七菜)        | Fuji TV      | [ 44 ]        |
| 2015 | Eien no Bokura: Sea Side Blue 永遠のぼくら Sea Side Blue                                    | Aoi Matsuoka (松岡 あおい)     | NTV          | [ 45 ]        |
| 2015 | Umi ni Furu 海に降る                                                                        | Miyuki Amaya (天谷 深雪)       | WOWOW        | [ 46 ]        |
| 2016 | Itsuka Kono Koi o Omoidashite Kitto Naite Shimau いつかこの恋を思い出してきっと泣いてしまう | Oto Sugihara (杉原 音)         | Fuji TV      | [ 47 ]        |
| 2017 | Hiyokko ひよっこ                                                                            | Mineko Yatabe (谷田部 みね子)  | NHK          |               |
| 2018 | Chugakusei Nikki                                                                            | Suenaga Hijiri                 | TBS          | [ 48 ]        |
| 2019 | Hiyokko 2                                                                                   | Mineko Yatabe                  | NHK          | [ 49 ]        |
| 2019 | Soshite, Ikiru                                                                              | Ikuta Toko                     | Wowow        | [ 50 ]        |
| 2020 | Ngày Off Của Kasumi Arimura                                                                 | Kasumi Arimura                 | Wowow        |               |
| 2020 | Gift of Fire                                                                                | Setsu Asakura                  | NHK          |               |
| 2020 | Người Yêu Chị Gái Chúng Mình                                                                | Momoko Adachi                  | Fuji TV      |               |
| 2020 | Cold Case Season 3                                                                          | Misa Kifune                    | Wowow        |               |
| 2021 | Vở Hài Kịch Cuộc Đời                                                                        | Rihoko Nakahama                | NTV          |               |
| 2021 | Zenkamono                                                                                   | Kayo Agawa                     | Wowow        |               |
| 2022 | Chuyến Phiêu Lưu Của Tàu Ngầm Comandante Cappellini                                         | Sakiko Hayami                  | Fuji TV      |               |
| 2022 | Ishiko and Haneo: Bạn Kiện Tôi Đấy À?                                                       | Shōko "Ishiko" Ishida          | TBS          |               |
| 2022 | Lost Man Found                                                                              | Khách mời                      | Disney+, NHK |               |
| 2023 | Dousuru Ieyasu                                                                              | Sena                           | NHK          |               |
| 2024 | Umi no Hajimari                                                                             | Yayoi Momose                   | Fuji TV      |               |
| 2024 | Beyond Goodbye                                                                              | Saeko                          | Netflix      |               |

### Sân khấu
- Jeanne d'Arc (7/10/2014 - 24/10/2014)[51]
- Yuji Sakamoto Reading Play (16&17/4/2021)
- Tomodachi (2021)

### Video âm nhạc
- Ketsumeishi - Nakama (12/5/2010)
- Sayaka Shionoya - Dear Heaven (ngày 10 tháng 12 năm 2012)[52]
- Saku - Start Me Up (ngày 29 tháng 4 năm 2015)[53]
- Teshima Aoi - Ashita no Tegami (ngày 10 tháng 02 năm 2016)
- Góp mặt trong MV MY PRETTIEST GIRL [54] và Hapuningu (ハプニング) [55] của ca sĩ Nissy (2016)

## Ấn phẩm

### Sách
- Kanoji Gentei (Pinky Bunsho 26/11/2023), bìa ảnh
- Kimi to Boku no Heya (Shueisha, 20/3/2015),[1] bìa ảnh, ISBN 9784086800129

### Sách ảnh
- B.L.T. U-17 Vol.17 (Tokyo News Mook) (5/2/2011),[1] Tokyo News Service, ISBN 9784863361317
- aBUTTON Vol.4_Yume Arimura Kasumi (Plup Series) (30/11/2011),[1] Parco, ISBN 9784891949259
- Shinkokyū: Shin Kokyu (7/11/2013),[56] Shueisha, ISBN 9784087807035
- Oh! My Rody (14/2/2014),[1] TMWC, ISBN 9784990756505
- First Trip to Hawaii (2016)
- Kasumi Arimura in 1964 (2017)
- Clear (9/5/2018)
- sou. (9/2/2024)

## Giải thưởng
| Năm  | Giải thưởng                               | Hạng mục                         | Phim                                                           | Kết quả   | Tham khảo |
| ---- | ----------------------------------------- | -------------------------------- | -------------------------------------------------------------- | --------- | --------- |
| 2014 | Short Shorts Film Festival & Asia         | Nữ Diễn viên xuất sắc nhất       | Phim ngắn Light Along                                          | Đoạt giải | [ 57 ]    |
| 2016 | Giải Viện Hàn lâm Nhật Bản lần thứ 39     | Diễn viên trẻ xuất sắc của năm   | Flying Colors                                                  | Đoạt giải | [ 58 ]    |
| 2016 | Giải Viện Hàn lâm Nhật Bản lần thứ 39     | Nữ Diễn viên xuất sắc nhất       | Flying Colors                                                  | Đề cử     | [ 58 ]    |
| 2016 | Giải thưởng Elan d'or lần thứ 40          | Diễn viên trẻ xuất sắc của năm   |                                                                | Đoạt giải | [ 59 ]    |
| 2016 | Giải thưởng Blue Ribbon lần thứ 58        | Nữ Diễn viên xuất sắc nhất       | Strobe Edge và Flying Colors                                   | Đoạt giải | [ 60 ]    |
| 2016 | Giải thưởng phim Nikkan Sports lần thứ 29 | Nữ Diễn viên trẻ xuất sắc nhất   | Natsumi no Hotaru và N@nimono                                  | Đoạt giải | [ 61 ]    |
| 2017 | Liên hoan phim quốc tế Busan lần thứ 22   | Giải thưởng ngôi sao châu Á      | Narratage                                                      | Đoạt giải |           |
| 2017 | Giải thưởng phim Nikkan Sports lần thứ 30 | Diễn viên nữ chính xuất sắc nhất | Narratage                                                      | Đề cử     |           |
| 2018 | Giải thưởng Blue Ribbon lần thứ 60        | Diễn viên nữ chính xuất sắc nhất | Narratage                                                      | Đề cử     |           |
| 2018 | Giải thưởng phim Tokyo Sports lần thứ 27  | Diễn viên nữ chính xuất sắc nhất | Narratage                                                      | Đề cử     |           |
| 2021 | 108th Television Drama Academy Awards     | Diễn viên nữ phụ xuất sắc nhất   | Life's Punchline                                               | Đoạt giải |           |
| 2021 | 13th TAMA Film Awards                     | Diễn viên nữ chính xuất sắc nhất | We Made A Beautiful Bouquet                                    | Đoạt giải |           |
| 2021 | 34th Nikkan Sports Film Awards            | Diễn viên nữ chính xuất sắc nhất | We Made A Beautiful Bouquet                                    | Đề cử     |           |
| 2021 | 46th Hochi Film Awards                    | Diễn viên nữ chính xuất sắc nhất | We Made A Beautiful Bouquet and Rurouni Kenshin: The Beginning | Đề cử     |           |
| 2021 | 16th GQ Men of the Year                   | Diễn viên nữ chính xuất sắc nhất | We Made A Beautiful Bouquet                                    | Đoạt giải |           |
| 2021 | 7th Elle Cinema Awards                    | Diễn viên nữ chính xuất sắc nhất | We Made A Beautiful Bouquet                                    | Đoạt giải |           |
| 2022 | 76th Mainichi Film Awards                 | Diễn viên nữ chính xuất sắc nhất | We Made A Beautiful Bouquet                                    | Đề cử     |           |
| 2022 | 64th Blue Ribbon Awards                   | Diễn viên nữ chính xuất sắc nhất | We Made A Beautiful Bouquet                                    | Đề cử     |           |
| 2022 | 45th Japan Academy Film Prize             | Diễn viên nữ chính xuất sắc nhất | We Made A Beautiful Bouquet                                    | Đoạt giải |           |
| 2022 | 113th Television Drama Academy Awards     | Diễn viên nữ chính xuất sắc nhất | Ishiko and Haneo                                               | Đoạt giải |           |
| 2022 | 47th Hochi Film Awards                    | Diễn viên nữ chính xuất sắc nhất | Prior Convictions                                              | Đoạt giải |           |
| 2023 | 65th Blue Ribbon Awards                   | Diễn viên nữ chính xuất sắc nhất | Prior Convictions                                              | Đề cử     |           |
| 2023 | 46th Japan Academy Film Prize             | Diễn viên nữ phụ xuất sắc nhất   | Phases of the Moon                                             | Đề cử     |           |